# The Banker's Daughters
The Banker's Daughters è un cortometraggio del 1910 diretto da David W. Griffith e interpretato dall'attore inglese Verner Clarges.

## Produzione
Il film fu prodotto dalla Biograph Company.

## Distribuzione
Distribuito dalla Biograph Company, il film - un cortometraggio in una bobina - uscì nelle sale cinematografiche statunitensi il 20 ottobre 1910.